# Kannenpflanzen
Kannenpflanzen (Nepenthes) bilden die einzige Gattung in der Familie der Kannenpflanzengewächse (Nepenthaceae). Es sind mittlerweile rund 120 Arten bekannt, neue Arten werden jedoch noch immer entdeckt und beschrieben. Alle Arten sind tropische fleischfressende Pflanzen.

## Beschreibung
Kannenpflanzen sind immergrüne, ausdauernde Pflanzen, je nach Art Halbsträucher oder Lianen. Manche Arten bilden auch Rosetten und sind von eher gedrungenem Wuchs. Soweit bekannt, haben alle Arten eine konstante Chromosomenanzahl (2n=80), weshalb auch alle Arten fruchtbar miteinander gekreuzt werden können.

### Wurzeln

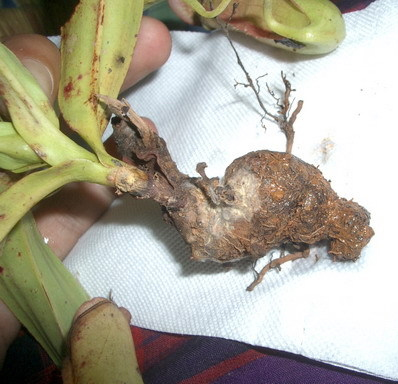
Wurzelwerk von Nepenthes mirabilis

Kannenpflanzen haben üblicherweise ein gut entwickeltes, reich verzweigtes Wurzelsystem, sind aber flachwurzelnd. Die Wurzeln sind bei vielen Arten von brüchiger Struktur und störungsempfindlich. Es gibt aber auch Arten, deren Wurzeln stark verdickt sind und der Pflanze helfen, Trockenzeiten zu überstehen, z. B. Nepenthes kampotiana oder Nepenthes mirabilis (siehe Abb.).

### Blätter

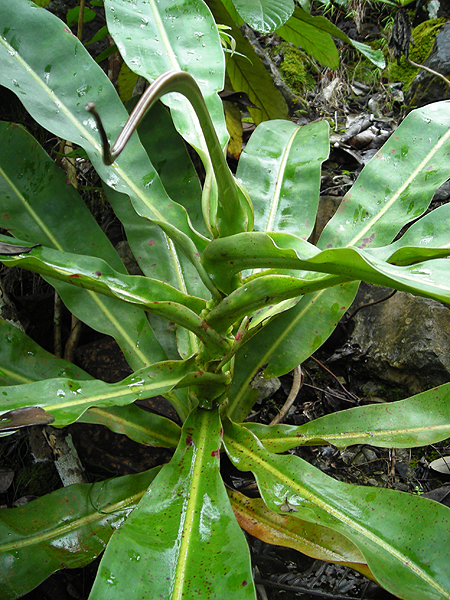
Blattwerk von Nepenthes

Die Blätter stehen wechselständig von der Sprossachse ab. Die ledrige, lanzettlich bis längliche oder eiförmige scheinbare Blattspreite stellt im strengen Sinne nur einen umgebildeten Blattgrund dar. Dieser wird geteilt von einer starken Mittelrippe, die in eine dicke Ranke übergeht, welche am Kannenansatz endet. Erst die aufrechten und von einem Deckel überdachten Kannen selbst sind dann die eigentlichen Blattspreiten.

### Kannen

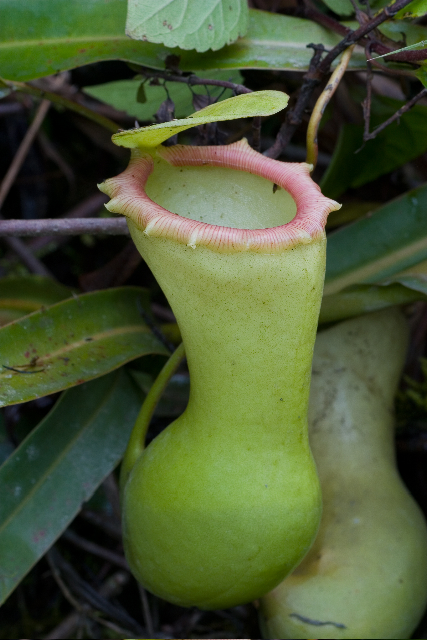
Kanne von Nepenthes ventricosa

Die Nepenthes-Kannen sind passive Fallgruben, der Deckel ist feststehend. Mit Hilfe des Kannenstieles verankern sich die Pflanzen in den Bäumen. Die Verdauungsflüssigkeit der Kanne ist sehr sauer (pH 3) und mit vielen Enzymen angereichert. So kann die Verdauung weichhäutiger Beute schon innerhalb von zwei Tagen abgeschlossen sein. Die meisten Arten bilden unterschiedlich geformte Bodenkannen und Hochkannen an den Langtrieben aus, dies ist eine Anpassung an die kriechende oder fliegende Beute. Zudem sehen die Kannen an jungen Pflanzen völlig anders aus als Kannen an ausgewachsenen Pflanzen. An ihren Naturstandorten entwickeln einige Nepenthes-Arten Kannen mit einer Größe von bis zu 50 cm.

### Blüten und Samen

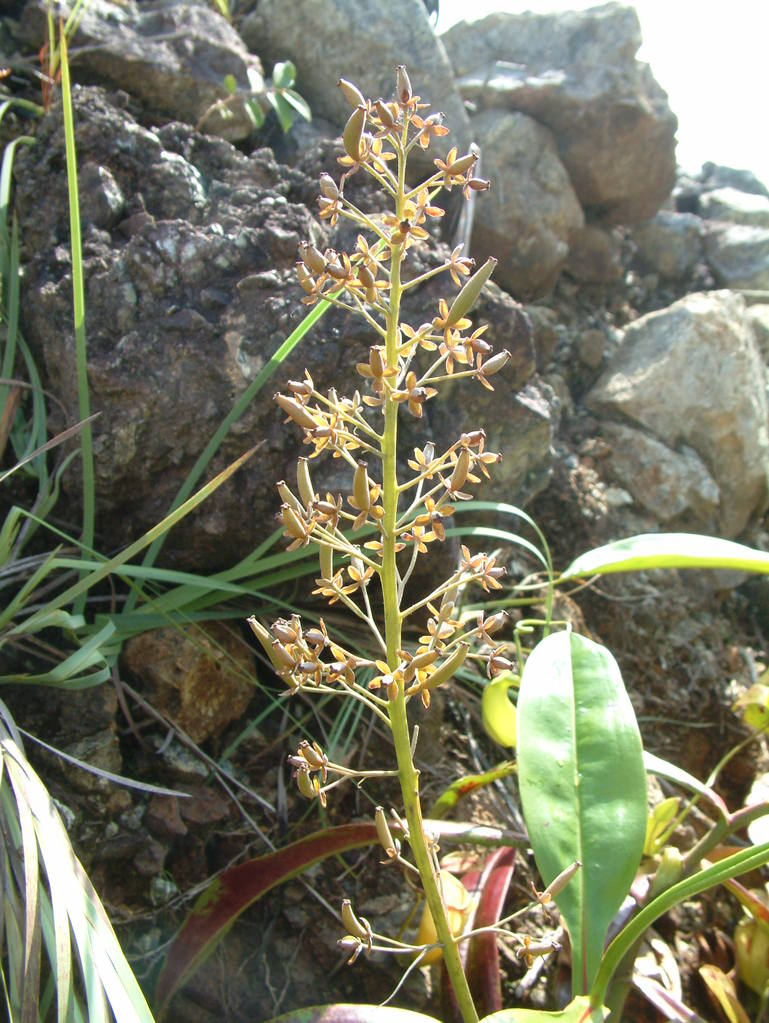
Weiblicher Blütenstand von Nepenthes neoguineensis

Kannenpflanzen sind zweihäusig getrenntgeschlechtig (diözisch). Sie bilden aus Cymen zusammengesetzte Rispen oder traubenförmige Blütenstände. Die Schäfte der Blütenstände sind zwischen 15 und 100 cm lang, die Blüten stehen also weit über den Pflanzen.
Die Blüten haben meist vier, selten drei Blütenblätter. Die eingeschlechtigen Blüten haben keine Rudimente des anderen Geschlechtes. Männliche Blüten haben 4 bis 24 Staubblätter, weibliche Blüten haben meist vier, selten drei, Fruchtblätter.
Die Blüten werden von Käfern und Fliegen bestäubt. Die dreigefächerten Samenkapseln enthalten bis zu 500 feine Samen, die vom Wind verteilt werden.

## Verbreitung und Habitat
Das Verbreitungszentrum der Gattung liegt in Indonesien, Malaysia und den Philippinen, besonders reich an (vielfach endemischen) Arten sind die Inseln Borneo und Sumatra. Disjunkte Vorkommen finden sich westlich bis Madagaskar (2 Arten) und den Seychellen (1 Art), südlich bis Australien (2 Arten), Neukaledonien (1 Art) sowie im Norden bis Indien (1 Art), Sri Lanka (1 Art) und China (1 Art).
Die folgende Tabelle stellt die Verbreitung der Gattung unter Berücksichtigung von Arten- und Endemitenzahl dar.
| Gebiet         | Anzahl Arten | Anzahl Endemiten |
| -------------- | ------------ | ---------------- |
| Australien     | 2            | 1                |
| Seychellen     | 1            | 1                |
| Sri Lanka      | 1            | 1                |
| Indien         | 1            | 1                |
| Neu-Kaledonien | 1            | 1                |
| Java           | 2            | 1                |
| Madagaskar     | 2            | 2                |
| Molukken       | 3            | 0                |
| Indochina      | 3            | 1                |
| Celebes        | 9            | 4                |
| Malaya         | 11           | 4                |
| Philippinen    | 10           | 8                |
| Neuguinea      | 10           | 8                |
| Sumatra        | 29           | 16               |
| Borneo         | 34           | 25               |

Viele Arten (z. B. Nepenthes rafflesiana) leben in den heißen, feuchten Tieflandbereichen, aber die meisten sind Bewohner des tropischen Berglands mit ganzjährig warmen Tagen und kühlen bis kalten, feuchten Nächten. Einige wenige Arten (z. B. Nepenthes clipeata) leben in Bergregionen mit kühlen Tagen und Nächten nahe dem Gefrierpunkt. Die meisten Kannenpflanzen bevorzugen feuchte, helle, nicht vollsonnige Standorte, in einigen Regionen gibt es aber auch solche, denen volle Sonne nichts ausmacht (z. B. Nepenthes neoguineensis).

## Symbiosen
Manche Tierarten leben in Symbiose mit Kannenpflanzen. Wollfledermäuse übernachten im Schutz der Kannen von Nepenthes hemsleyana, welche während des Aufenthaltes den Stand ihres Verdauungssaftes reduziert. Der zurückgelassene Kot nährt wiederum die Pflanze. In Nepenthes bicalcarata lebt die Rossameisenart Camponotus schmitzi zum beiderseitigen Nutzen.
Auf Borneo verbringt die Art der Ruderfrösche Philautus nepenthophilus einen großen Teil ihres Lebens in den Kannen von Nepenthes mollis. So werden die Eier direkt in die Verdauungsflüssigkeit gelegt und die Kaulquappen wachsen in dieser auf. Die Paarung findet ebenfalls in den Kannen statt. Die Kannenpflanze erhält durch den Kot der Kaulquappen wichtige Nährstoffe, die Frösche erhalten einen sicheren Raum für die Entwicklung des Nachwuchses.

## Botanische Geschichte
Die erste greifbare Erwähnung und Beschreibung von Nepenthes stammt aus dem Jahr 1658, als der französische Gouverneur Étienne de Flacourt Madagaskar bereiste und dort auf Nepenthes madagascariensis stieß. Er bewunderte das ausgefallene Erscheinungsbild der Pflanze, betrachtete allerdings die Kannen als Blüten, nicht als Insektenfallen.
Eine zweite Beschreibung einer Nepenthes-Art erfolgte 1680 durch den deutschen Reisenden und Abenteuerforscher Jacob Breyne. Er brachte ein Exemplar von Nepenthes mirabilis mit, taufte die Pflanze allerdings „Bandura cingalensis“. Auch er betrachtete die Kannen als Blüten, nicht als Insektenfallen.
Der Naturforscher Carl von Linné führte 1753 in seinem Werk Species Plantarum den Gattungsnamen Nepenthes ein. Er griff bei der Wahl des Namens auf Homers Bericht über die Droge Népênthos (griechisch für „kummerlos“) zurück (Odyssee, 4. Gesang, 220–221), die Telemach, Odysseus’ Sohn, von Helena, Zeus’ Tochter, mehrfach verabreicht wurde, und allen Kummer vergessen machen sollte. Möglicherweise handelte es sich dabei (bzw. bei Nepenthês) aber um Opium, eventuell vermischt mit Haschisch bzw. Cannabis.
Im 19. Jahrhundert wuchs die Beliebtheit der Kannenpflanzen. Insbesondere die Gärtnerei Veitch and Sons unter ihrem damaligen Besitzer Peter Christian Massyn Veitch führte alle erdenklichen Arten und Hybriden von Nepenthes mittels Pflanzenjägern von den Naturstandorten ein und züchtete sie weiter. Ab 1960 erlebten die Kannenpflanzen einen erneuten „Boom“ durch die Literatur des japanischen Botanikers Shigeo Kurata.
Heute sind etwa 104 Arten und mehrere hundert Hybriden bekannt, von denen einige in Blumengeschäften, Gartencentern und sogar Baumärkten angeboten werden.

## Gefährdungsstatus
Durch Absammlung und Verkauf sowie die Abholzung der Regenwälder sind viele Arten unmittelbar vom Aussterben bedroht, über 50 Arten werden daher von der IUCN auf ihrer Roten Liste als stark bedroht, bedroht oder gefährdet geführt. Mittlerweile sind alle Nepenthes-Arten durch das Washingtoner Artenschutzabkommen (CITES) geschützt, Nepenthes rajah und Nepenthes khasiana im Anhang 1, alle anderen Arten im Anhang 2.

## Paläobotanik und Evolution
Fossile Pollenfunde der 1930er aus dem europäischen Tertiär wurden 1985 als von drei ausgestorbenen Arten stammend eingestuft (Nepenthes echinosporus, Nepenthes echinatus, Nepenthes major). Möglicherweise stammen die Nepenthes also ursprünglich aus Europa und wanderten mit den sukzessiven Klimaveränderungen von dort in das heutige Verbreitungsgebiet, wo das tropische Klima ihnen entsprechende Bedingungen gewährleistete.

## Verwendung

### Verwendung in der Ethnobotanik
Kannenpflanzen sind in ihren Heimatländern vielseitig verwendet worden. Die Kannenflüssigkeit wird als Getränk verwendet, von Borneo wird eine Verwendung des Sprosses als Baumaterial sowie der Einsatz der Kannen als Reiskochtopf berichtet.
In der Volksheilkunde gilt der Saft als Mittel gegen Husten und Blasenleiden sowie bei Augenerkrankungen und Hautentzündungen, Abkochungen von Wurzeln und Stängel sollen z. B. bei Dysenterie oder Malaria hilfreich sein.

### Verwendung als Zierpflanze
Kannenpflanzen sind insbesondere in den USA, aber auch in Mitteleuropa beliebte Zierpflanzen. Bis auf einige einfachere Arten (z. B. Nepenthes alata, Nepenthes ventricosa, Nepenthes rafflesiana oder Nepenthes truncata) ist die Kultur mancher Arten jedoch nicht ganz unkompliziert und bedarf mindestens eines Terrariums, besser noch eines temperierten Gewächshauses mit hoher Luftfeuchtigkeit. Vor allem Hochlandarten gelten in der Kultur als schwierig, da sie in der Nacht eine starke Abkühlung brauchen.
Viele der im Handel erhältlichen Nepenthes sind Hybriden, die in der Regel starkwüchsiger und robuster sind als die reinen Arten und auch unter Raumbedingungen gedeihen können. Besonders häufig findet man die Hybriden 'Ventrata' (Nepenthes alata × Nepenthes ventricosa), 'Miranda' (Nepenthes northiana × Nepenthes maxima) und 'Coccinea' (Nepenthes alata × Nepenthes ampullaria).

## Bilder

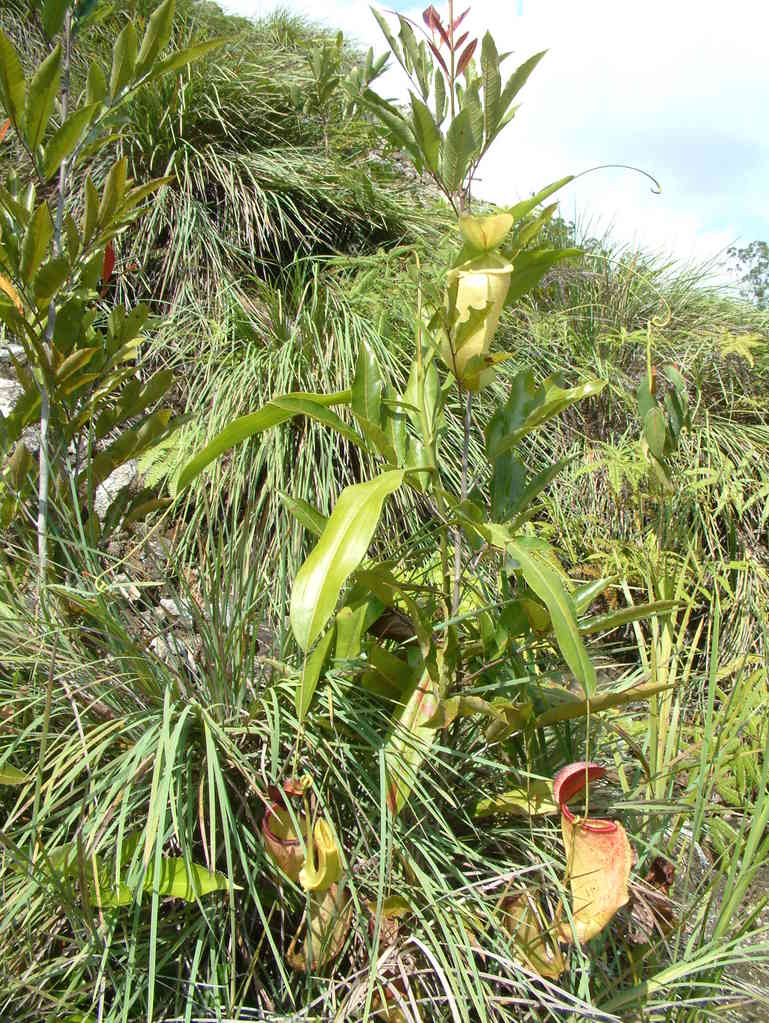
Nepenthes am Naturstandort auf Neuguinea
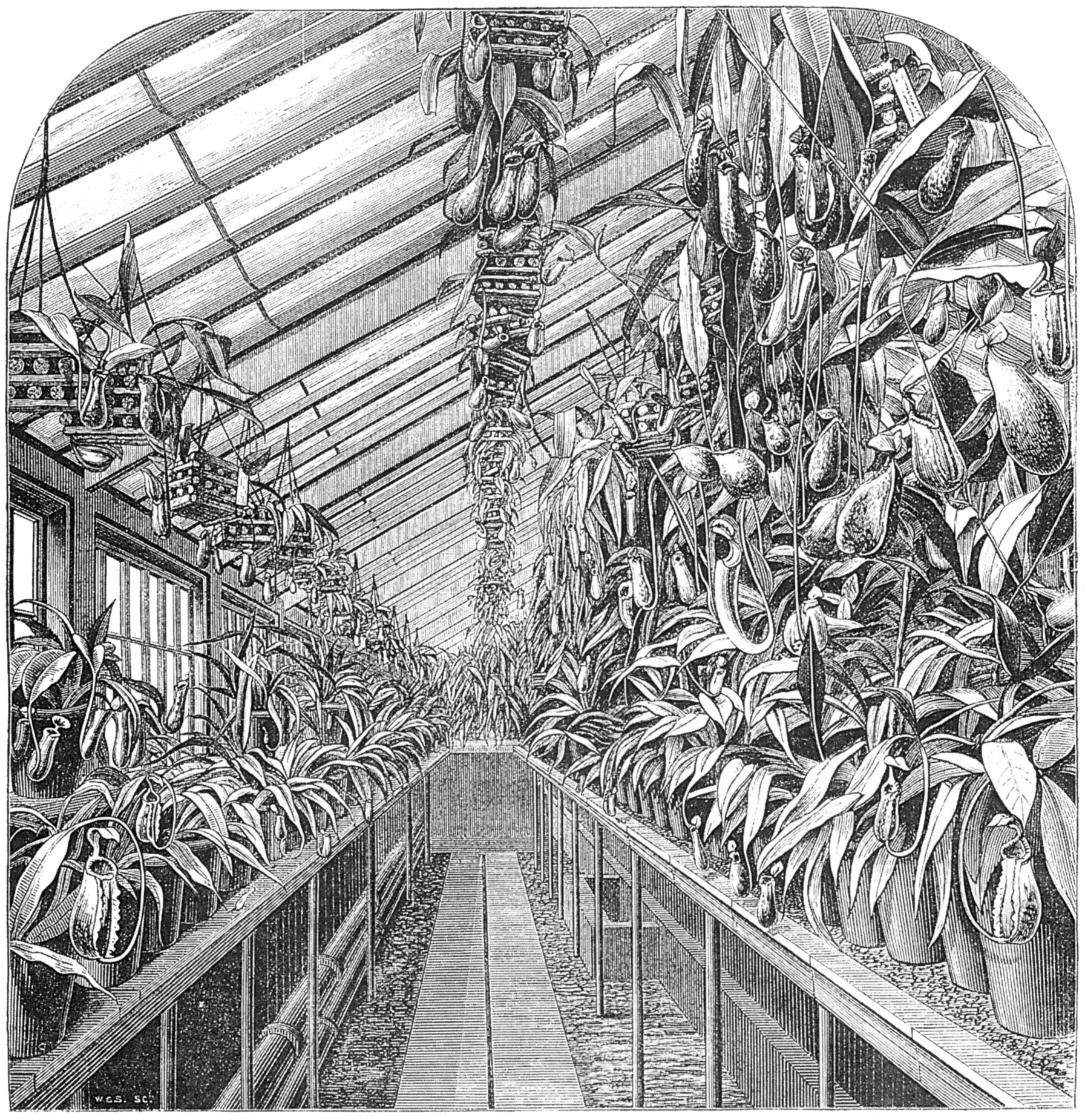
Illustration der Gewächshäuser von J. Veitch um 1870
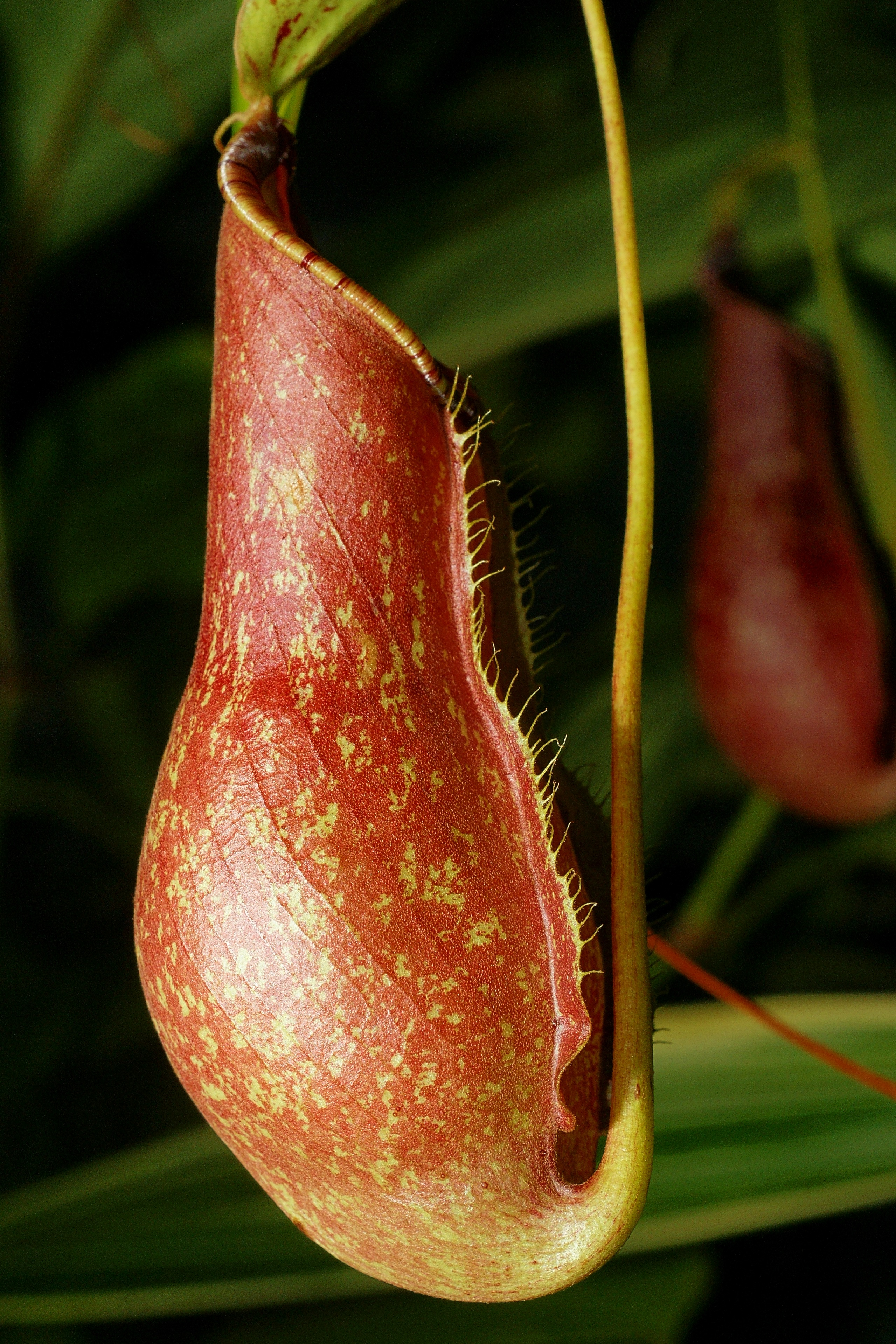
Eine bekannte Hybride ist Nepenthes ×coccinea

## Systematik
Die Systematik folgt Jebb & Cheek, 1997 und wurde um Neubeschreibungen unter anderem aus der CP-Database von Jan Schlauer ergänzt.
- Nepenthes adnata Tamin & M. Hotta ex Schlauer: Sie kommt in Sumatra vor.[7]
- Nepenthes alata Blanco: Sie kommt auf den Philippinen vor.[7]
- Nepenthes albomarginata T. Lobb ex Lindl.: Sie kommt in Malaysia, Indonesien und Brunei vor.[7]
- Nepenthes ampullaria Jack: Sie kommt in Thailand, Indonesien, Brunei, Malaysia, Singapur und Neuguinea vor.[7]
- Nepenthes argentii Jebb & Cheek: Sie kommt auf den Philippinen vor.[7]
- Nepenthes aristolochioides Jebb & Cheek: Sie kommt in Sumatra vor.[7]
- Nepenthes attenboroughii A.S.Rob., S.McPherson & V.B.Heinrich: Sie kommt auf Palawan vor.[7]
- Nepenthes bellii Kondô: Sie kommt auf Mindanao vor.[7]
- Nepenthes benstonei C. Clarke: Sie kommt in Thailand und in Malaysia vor.[7]
- Nepenthes bicalcarata Hook. f.: Sie kommt in Malaysia, Indonesien und Brunei vor.[7]
- Nepenthes bongso Korth.: Sie kommt in Sumatra vor.[7]
- Nepenthes boschiana Korth.: Sie kommt in Kalimantan vor.[7]
- Nepenthes burbidgeae Hook. f. ex Burb.: Sie kommt in Sabah vor.[7]
- Nepenthes burkei hort. Veitch ex Mast.: Sie kommt auf den Philippinen vor.[7]
- Nepenthes campanulata Sh. Kurata: Sie kommt in Indonesien und in Malaysia vor.[7]
- Nepenthes chaniana C. Clarke et al.: Sie kommt in Sabah und Sarawak vor.[7]
- Nepenthes clipeata Danser: Sie kommt in Kalimantan vor.[7]
- Nepenthes danseri Jebb & Cheek: Sie kommt in Indonesien vor.[7]
- Nepenthes deaniana Macfarl.: Sie kommt auf Palawan vor.[7]
- Nepenthes densiflora Danser: Sie kommt in Sumatra vor.[7]
- Nepenthes diatas Jebb & Cheek: Sie kommt in Sumatra vor.[7]
- Nepenthes distillatoria L.: Sie kommt in Sri Lanka vor.[7]
- Nepenthes dubia Danser: Sie kommt in Sumatra vor.[7]
- Nepenthes edwardsiana H. Low ex Hook. f.: Sie kommt in Sabah vor.[7]
- Nepenthes ephippiata Danser: Sie kommt in Kalimantan vor.[7]
- Nepenthes eustachya Miq.: Sie kommt in Sumatra vor.[7]
- Nepenthes eymae Sh. Kurata: Sie kommt auf Celebes vor.[7]
- Nepenthes faizaliana J. H. Adam & Wilcock: Sie kommt in Sarawak vor.[7]
- Nepenthes fallax Beck
- Nepenthes fusca Danser: Sie kommt in Malaysia, Indonesien und Brunei vor.[7]
- Nepenthes glabrata J. R. Turnbull & A. T. Middleton: Sie kommt auf Celebes vor.[7]
- Nepenthes glandulifera Chi C. Lee: Sie kommt in Sarawak vor.[7]
- Nepenthes gracilis Korth.: Sie kommt in Thailand, Indonesien, Malaysia, Brunei und Singapur vor.[7]
- Nepenthes gracillima Ridl.: Sie kommt in Malaysia vor.[7]
- Nepenthes gymnamphora Nees: Sie kommt in Java vor.[7]
- Nepenthes hamata J. R. Turnbull & A. T. Middleton: Sie kommt auf Celebes vor.[7]
- Nepenthes hirsuta Hook. f.: Sie kommt in Malaysia, Indonesien und Brunei vor.[7]
- Nepenthes hurrelliana Cheek & A. L. Lamb: Sie kommt in Sabah und Brunei vor.[7]
- Nepenthes inermis Danser: Sie kommt in Sumatra vor.[7]
- Nepenthes insignis Danser: Sie kommt in Indonesien vor.[7]
- Nepenthes izumiae Troy Davis et al.: Sie kommt in Sumatra vor.[7]
- Nepenthes jacquelineae C. Clarke et al.: Sie kommt in Sumatra vor.[7]
- Nepenthes jamban Chi C. Lee et al.: Sie kommt in Sumatra vor.[7]
- Nepenthes khasiana Hook. f.: Sie kommt in Indien vor.[7]
- Nepenthes klossii Ridl.: Sie kommt in Indonesien vor.[7]
- Nepenthes lamii Jebb & Cheek: Sie kommt in Indonesien vor.[7]
- Nepenthes lavicola Wistuba & Rischer: Sie kommt in Sumatra vor.[7]
- Nepenthes leonardoi S.McPherson, Bourke, Cervancia, Jaunzems & A.S.Rob.[8]
- Nepenthes lingulata Chi C. Lee et al.: Sie kommt in Sumatra vor.[7]
- Nepenthes longifolia Nerz & Wistuba: Sie kommt in Sumatra vor.[7]
- Nepenthes lowii Hook. f.: Sie kommt in Indonesien, Malaysia und Brunei vor.[7]
- Nepenthes macfarlanei Hemsl.: Sie kommt in Malaysia vor.[7]
- Nepenthes macrophylla (Marabini) Jebb & Cheek: Sie kommt in Sabah vor.[7]
- Nepenthes macrovulgaris J. R. Turnbull & A. T. Middleton: Sie kommt in Sabah vor.[7]
- Nepenthes madagascariensis Poir.: Sie kommt in Madagaskar vor.[7]
- Nepenthes mantalingajanensis Nerz & Wistuba: Sie kommt auf Palawan vor.[7]
- Nepenthes mapuluensis J. H. Adam & Wilcock: Sie kommt in Kalimantan vor.[7]
- Nepenthes masoalensis Schmid-Hollinger: Sie kommt in Madagaskar vor.[7]
- Nepenthes maxima Reinw. ex Nees: Sie kommt in Indonesien und in Neuguinea vor.[7]
- Nepenthes merrilliana Macfarl.: Sie kommt in Mindanao vor.[7]
- Nepenthes mikei B. R. Salmon & Maulder: Sie kommt in Sumatra vor.[7]
- Nepenthes mindanaoensis Sh. Kurata: Sie kommt in Mindanao vor.[7]
- Nepenthes mira Jebb & Cheek: Sie kommt auf Palawan vor.[7]
- Nepenthes mirabilis (Lour.) Druce: Sie kommt in Thailand, Kambodscha, Laos, Vietnam, China, Indonesien, Malaysia, Brunei, Singapur, den Philippinen, Neuguinea, Queensland, Palau und Mikronesien vor.[7]
- Nepenthes mollis Danser: Sie kommt in Kalimantan vor.[7]
- Nepenthes muluensis M. Hotta: Sie kommt in Sarawak vor.[7]
- Nepenthes neoguineensis Macfarl.: Sie kommt in Neuguinea und in Indonesien vor.[7]
- Nepenthes northiana Hook. f.: Sie kommt in Sarawak vor.[7]
- Nepenthes ovata Nerz & Wistuba: Sie kommt in Sumatra vor.[7]
- Nepenthes paniculata Danser: Sie kommt in Indonesien vor.[7]
- Nepenthes papuana Danser: Sie kommt in Indonesien vor.[7]
- Nepenthes pervillei Blume: Sie kommt auf den Seychellen vor.[7]
- Nepenthes petiolata Danser: Sie kommt in Mindanao vor.[7]
- Nepenthes philippinensis Macfarl.: Sie kommt auf Palawan vor.[7]
- Nepenthes pilosa Danser: Sie kommt in Indonesien und in Malaysia vor.[7]
- Nepenthes platychila Chi C. Lee: Sie kommt in Sarawak vor.[7]
- Nepenthes pudica M. Dančák et al. Sie kommt in Borneo vor.[9]
- Nepenthes pyriformis Sh. Kurata: Sie kommt in Sumatra vor.[7]
- Nepenthes rafflesiana Jack ex Hook. f.: Sie kommt in Malaysia, Indonesien, Brunei und Singapur vor.[7]
- Nepenthes rajah Hook. f.: Sie kommt in Sabah vor.[7]
- Nepenthes reinwardtiana Miq.: Sie kommt in Malaysia, Indonesien und Brunei vor.[7]
- Nepenthes rhombicaulis Sh. Kurata: Sie kommt in Sumatra vor.[7]
- Nepenthes rigidifolia Akhriadi et al.: Sie kommt in Sumatra vor.[7]
- Nepenthes robcantleyi Cheek
- Nepenthes rowanae F. M. Bailey: Sie kommt in Queensland vor.[7]
- Nepenthes sanguinea Lindl.: Sie kommt in Thailand und in Malaysia vor.[7]
- Nepenthes saranganiensis Sh. Kurata: Sie kommt in Mindanao vor.[7]
- Nepenthes sibuyanensis Nerz: Sie kommt auf den Philippinen vor.[7]
- Nepenthes singalana Becc.: Sie kommt in Sumatra vor.[7]
- Nepenthes smilesii Hemsl. (Syn.: Nepenthes anamensis Macfarl.): Sie kommt in Thailand, Kambodscha, Laos und Vietnam vor.[7]
- Nepenthes spathulata Danser: Sie kommt in Sumatra vor.[7]
- Nepenthes spectabilis Danser: Sie kommt in Sumatra vor.[7]
- Nepenthes stenophylla Mast.: Sie kommt in Malaysia, Indonesien und Brunei vor.[7]
- Nepenthes sumatrana (Miq.) Beck: Sie kommt in Sumatra vor.[7]
- Nepenthes talangensis Nerz & Wistuba: Sie kommt in Sumatra vor.[7]
- Nepenthes tenax C.Clarke & R.Kruger: Sie kommt in Queensland vor.[7]
- Nepenthes tentaculata Hook. f.: Sie kommt in Malaysia, Indonesien und Brunei vor.[7]
- Nepenthes tenuis Nerz & Wistuba: Sie kommt in Sumatra vor.[7]
- Nepenthes thorelii Lecomte: Sie kommt in Thailand, Kambodscha und Vietnam vor.[7]
- Nepenthes tobaica Danser: Sie kommt in Sumatra vor.[7]
- Nepenthes tomoriana Danser: Sie kommt auf Celebes vor.[7]
- Nepenthes treubiana Warb.: Sie kommt in Indonesien vor.[7]
- Nepenthes truncata Macfarl.: Sie kommt in Mindanao vor.[7]
- Nepenthes veitchii Hook. f.: Sie kommt in Malaysia, Indonesien und Brunei vor.[7]
- Nepenthes ventricosa Blanco: Sie kommt auf Luzon vor.[7]
- Nepenthes vieillardii Hook. f.: Sie kommt in Neukaledonien vor.[7]
- Nepenthes villosa Hook. f.: Sie kommt in Sabah vor.[7]
- Nepenthes vogelii Schuit. & de Vogel: Sie kommt in Sarawak vor.[7]
- Nepenthes xiphioides B.R.Salmon & R.G.Maulder